# Lichen Island
Lichen Island (von englisch lichen ‚Flechte‘) ist eine kleine Insel im südlichen Abschnitt der Prydz Bay vor der Ingrid-Christensen-Küste des ostantarktischen Prinzessin-Elisabeth-Lands. Sie liegt nördlich der Inselgruppe Bølingen und 4 km nordwestlich von Cleft Island.
Australische Wissenschaftler besuchten sie am 5. Februar 1966 im Rahmen der Australian National Antarctic Research Expeditions. Der australische Polarforscher Phillip Law benannte sie nach den dort zahlreich vertretenen Flechten.